# Erik Eriksson (Leichtathlet)

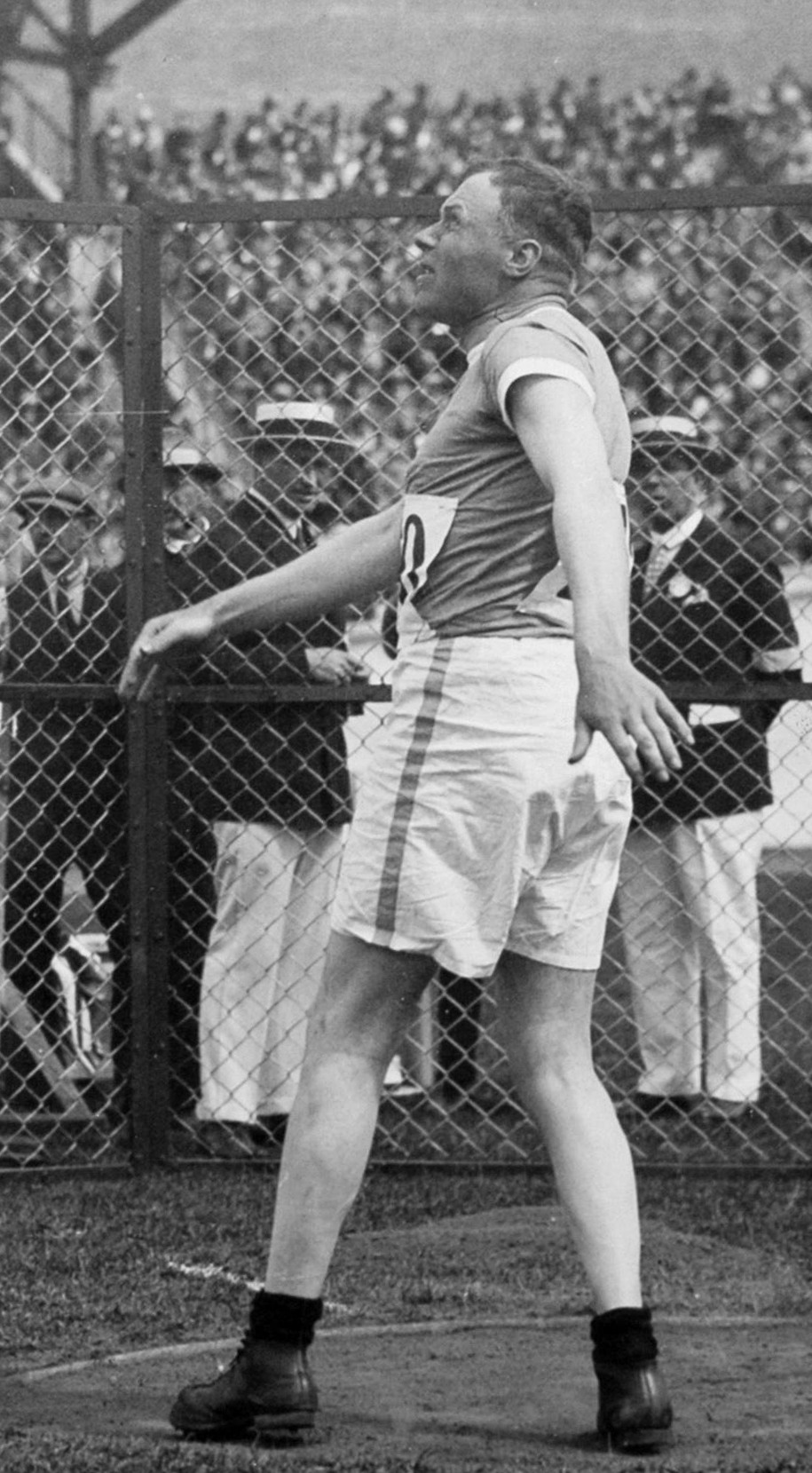
Erik Eriksson bei den Olympischen Spielen 1928

Erik Eriksson (Erik Gideon Eriksson; * 12. Juni 1897 in Dragsfjärd; * 21. Mai 1975 in Helsinki) war ein finnischer Hammerwerfer.
Bei den Olympischen Spielen wurde er 1924 in Paris Vierter und schied 1928 in Amsterdam in der Qualifikation aus.
Siebenmal wurde er Finnischer Meister (1919, 1921–1924, 1927, 1928). Seine persönliche Bestleistung von 50,76 m stellte er am 26. Juli 1931 in Kajaani auf.